# アトランティス・カオス

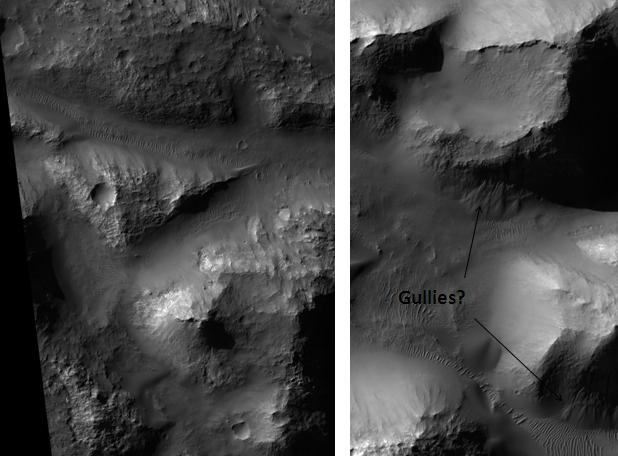
アトランティス・カオス

アトランティス・カオス（英: Atlantis Chaos）は、火星のファエソンティス四辺形に位置する地域の地名。
長さは約162キロメートル。名前はアルベド地形の古典的な名称アトランティス Iとアトランティス IIに由来する。